# Margot la ravaudeuse
Margot la ravaudeuse est un roman libertin écrit par Louis-Charles Fougeret de Monbron et publié en 1750.

## Historique
Imprimé d'abord à Hambourg en 1750, puis réimprimé plusieurs fois, c'est sans doute grâce à ce petit roman que le nom de Fougeret de Monbron doit d'être passé à la postérité. Le roman tend à peindre un tableau réaliste des mœurs parisiennes du XVIIIe siècle, en montrant les vices et les vertus de chacun.

## Éditions modernes
Collectif, Romans libertins du XVIIIe siècle, Paris, Éditions Robert Laffont, coll. « Éditions Bouquins », 1993, 1440 p. (ISBN 2221070720, EAN 9782221070727)
Collectif, Romanciers libertins du XVIIIe siècle, t. 1, Paris, Éditions Gallimard, coll. « Bibliothèque de la Pléiade », 2000, 1456 p. (EAN 9782070113293)
Fougeret de Monbron, Margot la ravaudeuse, Paris, Le Monde et Éditions Classiques Garnier, coll. « Grand classiques littérature », 2011, 195 p. (ISBN 978-2-35184-063-4)
Louis-Charles Fougeret de Monbron, Margot la ravaudeuse, Paris, Éditions Gallimard, coll. « Folio 2€ », 2015, 112 p. (ISBN 2070462625)
Louis-Charles Fougeret de Monbron, Margot la ravaudeuse et ses aventures galantes, Belladone éditions, 2015, 82 p. (ISBN 979-10-94916-02-5)
Louis-Charles Fougeret de Monbron, Margot la ravaudeuse: Un roman érotique, GrandClassiques.com, 2018, 102 p. (ISBN 2512009599)